# 水妖奏鸣曲
e小调水妖奏鸣曲（也译作“水女神”），作品167是德国浪漫乐派作曲家卡尔·赖内克为长笛和钢琴创作的奏鸣曲，在1880年开始创作，1882年出版。此曲基于穆特·福開在1811年创作的童话故事渦堤孩。赖内克的所有作品中，这首乐曲最常被演奏。
此曲有4个乐章：
1. 快板，奏鸣曲式，e小调
2. 间奏曲，小快板，回旋曲式，b小调
3. 安静的行版，回旋曲式，G大调，描述结婚当天主人公安汀成为水仙女
4. 终曲，非常激动和热情的快板，几乎急版（Finale. Allegro molto agitato ed appassionato, quasi Presto），变奏曲式，e小调。